# Stenandrium carolinae
Stenandrium carolinae, biljna vrsta iz porodice primogovki. Raste kao endem na otočju Turks i Caicos i na popisu je kritično ugroženih vrsta

## Opis
Zeljasta trajnica ružičastih cvjetova 